# Phoxocampus diacanthus
Phoxocampus diacanthus és una espècie de peix de la família dels singnàtids i de l'ordre dels singnatiformes.

## Morfologia
- Els mascles poden assolir 8,7 cm de longitud total.[4][5]

## Reproducció
És ovovivípar i el mascle transporta els ous en una bossa ventral, la qual es troba a sota de la cua.

## Hàbitat
És un peix marí de clima tropical i associat als esculls de corall que viu fins als 40 m de fondària.

## Distribució geogràfica
Es troba des de Sri Lanka fins a Samoa, Hong Kong i Nova Caledònia.